# Marchienne-au-Pont
Marchienne-au-Pont är en av den belgiska staden Charlerois stadsdelar. Fram till 1977 utgjorde Marchienne-au-Pont en egen kommun. Marchienne-au-Pont, som har anor från 800-talet, hade 14 953 invånare år 2008.